# Gloeoporus friabilis
Gloeoporus friabilis är en svampart som beskrevs av Corner 1989. Gloeoporus friabilis ingår i släktet Gloeoporus och familjen Meruliaceae.   Inga underarter finns listade i Catalogue of Life.